# Российско-маврикийские отношения
Росси́йско-маврики́йские отноше́ния — двусторонние дипломатические отношения России и Маврикия.

## История
Дипломатические отношения между СССР и Маврикием были установлены 17 марта 1968 года. 
В 1970-е годы СССР и Маврикий подписали целый ряд соглашений, советские военные корабли почти каждый год посещали Порт-Луи.
Россия имеет посольство в Порт-Луи, посольство Маврикия в Москве было открыто в июле 2003 года. Посол России в Маврикии — Климовский, Константин Вячеславович (с сентября 2017 по сентябрь 2024), посол Маврикия в России — Махесварсингх Кхемлолива (с ноября 2015).
В 1997 году было заключено соглашение о сотрудничестве в области спорта. Встреча министров иностранных дел России и Маврикия, проходила в октябре 2006 года, в мае этого же года Россию посещал министр туризма Маврикия К. Дюваль.
13 сентября 2024 года Президент России Владимир Путин назначил послом России на Маврикии Ираду Зейналову, ранее работавшую ведущей программы «Итоги недели» на НТВ, корреспондентом и ведущим воскресных выпусков программы «Время» на Первом канале.